# Sommer-Paralympics 2008/Teilnehmer (Saudi-Arabien)
| stlisierte Goldmedaille | stlisierte Silbermedaille | stlisierte Bronzemedaille |
| ----------------------- | ------------------------- | ------------------------- |
| 1                       | 1                         | —                         |

Saudi-Arabien trat mit vier Athleten bei den Sommer-Paralympics 2008 im chinesischen Peking an.
Der Fahnenträger bei der Eröffnungsfeier war Osamah al-Shanqiti, der auch beide Medaillen für seine Mannschaft gewann. Im Dreisprung (Klasse F12) siegte er, im Weitsprung (Klasse F12) holte er Silber.

## Medaillen
Mit je einer gewonnenen Gold- und Silbermedaille belegte das saudi-arabische Team Platz 48 im Medaillenspiegel.

### Medaillengewinner

#### Gold
Männer
- Osamah al-Shanqiti: Leichtathletik, Dreisprung, Klasse F12

#### Silber
Männer
- Osamah al-Shanqiti: Leichtathletik, Weitsprung, Klasse F12

## Teilnehmer nach Sportarten

### Leichtathletik
Männer
- Saeed Alkhaldi
  - 200 m, Klasse T46
    - Vorlauf 1 (von 3): 23,50 s, Platz 6, nicht für das Finale qualifiziert
- Faiz Alshehri
  - Platz 6 – 100 m, Klasse T46
    - Vorlauf 2 (von 3): 11,25 s, Platz 3; Finale: 11,36 s
- Osamah al-Shanqiti
  -  Platz 1 – Dreisprung, Klasse F12
    - 14,33 m / 14,79 m / 14,49 m / 14,74 m / 15,05 m / 15,37 m 

  -  Platz 2 – Weitsprung, Klasse F12
    - 6,94 m / x / 6,77 m / 6,98 m / 7,05 m / 7,06 m

### Powerlifting (Bankdrücken)
Männer
- Hussain Alnoweser
  - Platz 6 – 195,0 kg